# Football Club Legnano 1916-1917
Questa pagina raccoglie le informazioni riguardanti il Football Club Legnano nelle competizioni ufficiali della stagione 1916-1917.

## Stagione

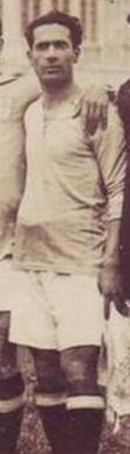
Mario Crespi, al Legnano dal 1916 al 1924

L'attività federale della stagione 1916-1917 continua ad essere sospesa per la partecipazione dell'Italia al primo conflitto mondiale. La squadra partecipa con successo a tornei organizzati da società affiliate alla F.I.G.C., anche grazie all'arrivo di promettenti giocatori come il portiere Angelo Cameroni, giungendo 2º nella Coppa Lombardia e nella Coppa Boneschi e aggiudicandosi il Trofeo Palla Bernocchi sullo Spezia.
Con le tre vittorie sull'Inter e il successo sul Milan in Coppa Lombardia, l'interesse intorno ai lilla inizia a crescere. Rispetto alle prime stagioni, anche la qualità del gioco è in netto miglioramento.

## Divise
| Casa |

## Organigramma societario
Area direttiva
- Presidente: sen. Antonio Bernocchi

Area tecnica
- Allenatore: -
- Commissione tecnica: Primo Colombo, Adamo Bonacina e Giuseppe Venegoni

## Rosa
| N. |                     | Ruolo | Calciatore      |
| -- | ------------------- | ----- | --------------- |
|    | Italia (bandiera)   | P     | Angelo Cameroni |
|    | Italia (bandiera)   | D     | Schiatti        |
|    | Svizzera (bandiera) | D     | Indermühle      |
|    | Italia (bandiera)   | D     | Bonansea        |
|    | Italia (bandiera)   | D     | Primo Colombo   |
|    | Italia (bandiera)   | D     | Osvaldo Colombo |
|    | Italia (bandiera)   | C     | Mario Crespi    |
|    | Italia (bandiera)   | C     | Bianchi         |
|    | Italia (bandiera)   | C     | Pereda          |
|    | Italia (bandiera)   | C     | Simontacchi     |

| N. |                   | Ruolo | Calciatore         |
| -- | ----------------- | ----- | ------------------ |
|    | Italia (bandiera) | C     | E. Fosina          |
|    | Italia (bandiera) | C     | Menti              |
|    | Italia (bandiera) | C     | Italo Rossi        |
|    | Italia (bandiera) | C     | Varisco            |
|    | Italia (bandiera) | C     | Pierino Sodano     |
|    | Italia (bandiera) | C     | Vignati            |
|    | Italia (bandiera) | A     | Covezzi            |
|    | Italia (bandiera) | A     | Arturo De Ambrosis |
|    | Italia (bandiera) | A     | Giamberini         |
|    | Italia (bandiera) | A     | Veronesi           |

## Risultati

### Coppa Val d'Olona
| Arbitro: | Trinchieri (Milano) |

|                        |           |              |
| Veronesi 7’ Pereda 75’ | Marcatori | 18’ Crottini |

| Arbitro: | G.Gama (I) (Milano) |

|                                                |           |             |
| Gandolfi 12’, 63’ Van Hege 27’ (85) Zacchi 75’ | Marcatori | 25’ Covezzi |

### Coppa Boneschi
| Arbitro: | G.Gama (I) (Milano) |

|                                                     |           |                                  |
| Boiocchi p.t.’, p.t.’, s.t.’ Regazzoni p.t.’ (rig.) | Marcatori | s.t.’, s.t.’ Sodano s.t.’ Crespi |

### Coppa Palla Bernocchi
| Arbitro: | G.Gama (I) (Milano) |

|                                             |           |          |
| Giamberini ?’ Marcora ?’ Monti ?’ Sodano ?’ | Marcatori | ?’ Bruno |

### Coppa Lombardia

#### Girone B

##### Girone d'andata
| 1ª giornata | Legnano | 0 – 2 | Saronno |  |

| Arbitro: | Crivelli (Milano) |

|                                  |           |                               |
| Sodano ?’, ?’, ?’ Simontacchi ?’ | Marcatori | ?’ Negri ?’ Scheidler ?’ Aebi |

| 3ª giornata | Bergamasca | 0 – 2 | Legnano |  |

##### Girone di ritorno
| Arbitro: | Carrer (Milano) |

|                                                 |           |                                |
| Sormani 1’ Boiocchi 49’ (rig.) Ottolini (I) 55’ | Marcatori | 6’ (rig.), 8’, 21’, 31’ Sodano |

| Arbitro: | Barnabò (Milano) |

|  |           |                                  |
|  | Marcatori | p.t.’, p.t.’ Sodano p.t.’ Fosina |

| 6ª giornata | Legnano | 2 – 0 | Bergamasca |  |

#### Girone finale

##### Girone d'andata
| Arbitro: | Crivelli (Milano) |

|                           |           |                             |
| Aebi 78’ (rig.) Brega 80’ | Marcatori | 44’, 85’ Sodano 88’ Vignati |

| Arbitro: | G.Gama (I) (Milano) |

|            |           |  |
| Sodano 82’ | Marcatori |  |

| Arbitro: | G.Gama (I) (Milano) |

|            |           |                |
| 86’ Sodano | Marcatori | Baldaccioni 6’ |

##### Girone di ritorno
| Arbitro: | Crivelli (Milano) |

|                            |           |                                 |
| Sodano 15’ De Ambrosis 28’ | Marcatori | 62’ Scheidler 79’ Gama 85’ Aebi |

| Arbitro: | Onore Balla (Milano) |

|                                                     |           |                       |
| Cevenini (I) 7’, 65’, 70’ Pizzi 68’ Soldera (I) 83’ | Marcatori | 35’ Crespi 73’ Sodano |

| 6ª giornata | US Milanese | 0 – 2 | Legnano |  |

## Statistiche

### Statistiche di squadra
| Competizione                    | Punti | Totale | Totale | Totale | Totale | Totale | Totale | DR |
| Competizione                    | Punti | G      | V      | N      | P      | Gf     | Gs     | DR |
| ------------------------------- | ----- | ------ | ------ | ------ | ------ | ------ | ------ | -- |
| Coppa Lombardia (girone B)      | 10    | 6      | 5      | 0      | 1      | 11     | 8      | +3 |
| Coppa Lombardia (girone finale) | 7     | 6      | 3      | 1      | 2      | 11     | 11     | 0  |

### Statistiche dei giocatori
| Giocatore   | Tornei di guerra | Tornei di guerra |
| Giocatore   | Presenze         | Reti             |
| ----------- | ---------------- | ---------------- |
| Bianchi     | ?                | ?                |
| Bonansea    | ?                | ?                |
| A. Cameroni | ?                | ?                |
| Cavezzi     | ?                | ?                |
| Pereda      | ?                | ?                |
| P. Colombo  | ?                | ?                |
| O. Colombo  | ?                | ?                |
| M. Crespi   | ?                | ?                |
| De Ambrosis | ?                | ?                |
| E. Fosina   | ?                | ?                |
| Giamberini  | ?                | ?                |
| Indermühle  | ?                | ?                |
| Menti       | ?                | ?                |
| Rossi       | ?                | ?                |
| Schiatti    | ?                | ?                |
| Simontacchi | ?                | ?                |
| P. Sodano   | ?                | ?                |
| Varisco     | ?                | ?                |
| Veronesi    | ?                | ?                |
| Vignati     | ?                | ?                |